# La Lucarne d'Amilcar
Pour les articles homonymes, voir Lucarne (homonymie).
 (octobre 2012).
Si vous disposez d'ouvrages ou d'articles de référence ou si vous connaissez des sites web de qualité traitant du thème abordé ici, merci de compléter l'article en donnant les références utiles à sa vérifiabilité et en les liant à la section « Notes et références ».
La Lucarne d'Amilcar est une émission de télévision française pour la jeunesse, présentée par Karen Cheryl, et diffusée sur RTL Télévision, puis sur M6 de 1987 à 1989.

## Distribution
- La fée Mina : Karen Cheryl
- François Arambu : Pierre Gédéon
- L'astronaute Eric : Eric Galliano

## Les Dessins-animés
Les épisodes étaient entrecoupés de dessins animés, parmi lesquels :
- Les Bisounours
- Les catcheurs du rock
- Les Minipouss
- Pole position